# Apsilops tenebrosus
Apsilops tenebrosus là một loài tò vò trong họ Ichneumonidae.